# Senén Blanco
Pour les articles homonymes, voir Blanco.
Blanco  Díez est un nom espagnol. Le premier nom de famille, en général paternel, est Blanco ; le second, en général maternel, souvent omis, est Díez.
Senén Blanco Díez (né le 15 janvier 1923 à Garrafe de Torío et mort le 24 mars 2011 à León) est un coureur cycliste espagnol, professionnel de 1947 à 1954.

## Biographie
Il est l'un des premiers cyclistes espagnols à avoir couru pour une équipe étrangère, Fiorelli, en 1953,.

## Palmarès
- 1945
  - Tour de Salamanque
- 1947
  - 2e du Tour des Asturies
- 1948
  - Tour de Salamanque
- 1952
  - GP Ayutamiento de Bilbao
- 1954
  - Trophée Iberduero

## Résultats sur les grands tours

### Tour d'Espagne
4 participations
- 1947 : 17e
- 1948 : 20e
- 1950 : 18e
- 1955 : 39e

### Tour d'Italie
1 participation 
- 1953 : abandon